# Raymond Loewy
Pour les articles homonymes, voir Lœwy.
Raymond Loewy, né le 5 novembre 1893 à Paris et mort le 14 juillet 1986 à Monaco, est un designer industriel et graphiste français devenu franco-américain après sa naturalisation. 

## Famille et éducation
Né dans une famille juive d'origine tchécoslovaque, il est le troisième fils de Max Loewy, né à Presbourg (aujourd'hui Bratislava), et de Marie Labalme, née à Bessèges dans le Gard : Raymond Loewy naît alors que la situation de ses parents se stabilise. Max, naturalisé en 1890, a pu devenir directeur d'un journal d'informations boursières.
Raymond fait ses études au lycée Chaptal à Paris. À quinze ou seize ans, il se passionne pour l'aviation naissante et construit un modèle réduit d'avion, dont l'hélice est mue par un élastique. Il le vend en boîte de construction, montrant une précoce volonté commerciale. Son « monoplan  Ayrel » (transcription phonétique de ses initiales) est engagé dans la coupe Gordon Bennett pour les petits aéroplanes et gagne des prix entre les mains d'autres enfants ou adolescents en 1910. Le jeune entrepreneur participe ensuite à des conférences sur l'aviation, ce qui ne manque pas de se répercuter sur ses études. À la rentrée suivante, ses parents lui font vendre son affaire, il quitte le Lycée Chaptal et entre à l'école Duvignau de Lanneau, où il reste trois ans. L'école préparait au concours de l'École centrale d'ingénieurs. Sa mère meurt au début de 1911.
En octobre 1913, il s'engage au 8e régiment du génie, une unité de transmissions basée au Mont Valérien. La Première Guerre mondiale éclate alors qu'il est caporal ; il la termine lieutenant et décoré de la croix de guerre,,. Son père est mort en 1916, ses frères, libérés quelques mois avant lui, sont aux États-Unis.

## Designer industriel

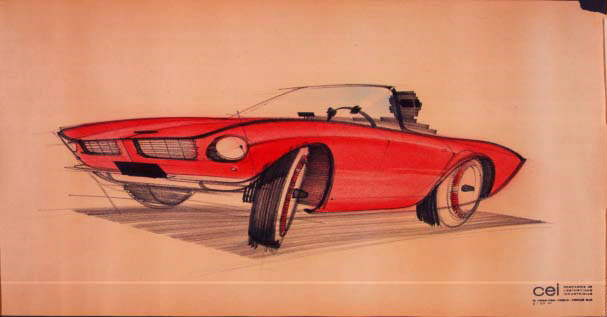
Dessin conceptuel de la Studebaker Avanti, 1963.

Libéré de l'armée en août 1919, il part pour les États-Unis, à New York, où réside son frère médecin et où il espère être embauché par la General Electric. Doué pour le dessin, il trouve du travail comme étalagiste pour des grands magasins, dont Macy's, et comme illustrateur de mode pour les journaux Vogue et Harper's Bazaar. Ses clients sont Saks Fifth Avenue, Bonwit Teller, White Star Line et Renault.
En 1929, il obtient le poste de directeur artistique de Westinghouse. Faisant le constat que tout ce qui l'environne « est très laid », il est habité par l'idée très européenne et « Arts and Crafts » de changer le cadre de vie en l'embellissant, tout en adoptant une approche américaine fondée sur la réussite commerciale.
Un an plus tard, il ouvre sa propre agence de design Raymond Loewy et obtient sa première commande en tant que designer industriel : moderniser la machine à dupliquer cyclostyle, inventée par l'Anglais David Gestetner, tout en lui conférant une plus grande praticité et une meilleure esthétique. Les principes de son design sont alors nés. Surtout, le nouveau modèle du duplicateur se vend très bien, ce qui contribue à lancer sa carrière.

Logo Shell.

Les années 1930, marquées par la crise, voient un envol de son activité, qui permet aux produits de mieux s'écouler et de se distinguer de la concurrence en jouant sur la psychologie du consommateur. Des années trente aux années cinquante, il travaille pour de nombreuses marques comme Shell, dont il dessine le logo, Coca-Cola pour qui il dessine divers objets aux couleurs de la marque, les voitures Studebaker, les cars des Greyhound Lines, etc.. Sears, Roebuck and Company lui commande en 1934 le design du réfrigérateur Coldspot, dont les ventes passent de 60 000 à 275 000 unités. C'est le début du succès. Le packaging du paquet de cigarettes Lucky Strike, en 1940, constitue un cas d'école dans le redesign d'objets de consommation. Raymond Loewy a simplifié le paquet de cigarettes Lucky Strike, reproduisant le logo sur les deux faces et changeant le fond vert foncé en blanc. Avec l'entrée des États-Unis dans la Seconde Guerre mondiale, la société a commercialisé cette mesure comme du patriotisme, affirmant qu'elle avait été faite pour réduire la consommation d'encre verte et de conserver les métaux utilisés dans l'encre verte,.

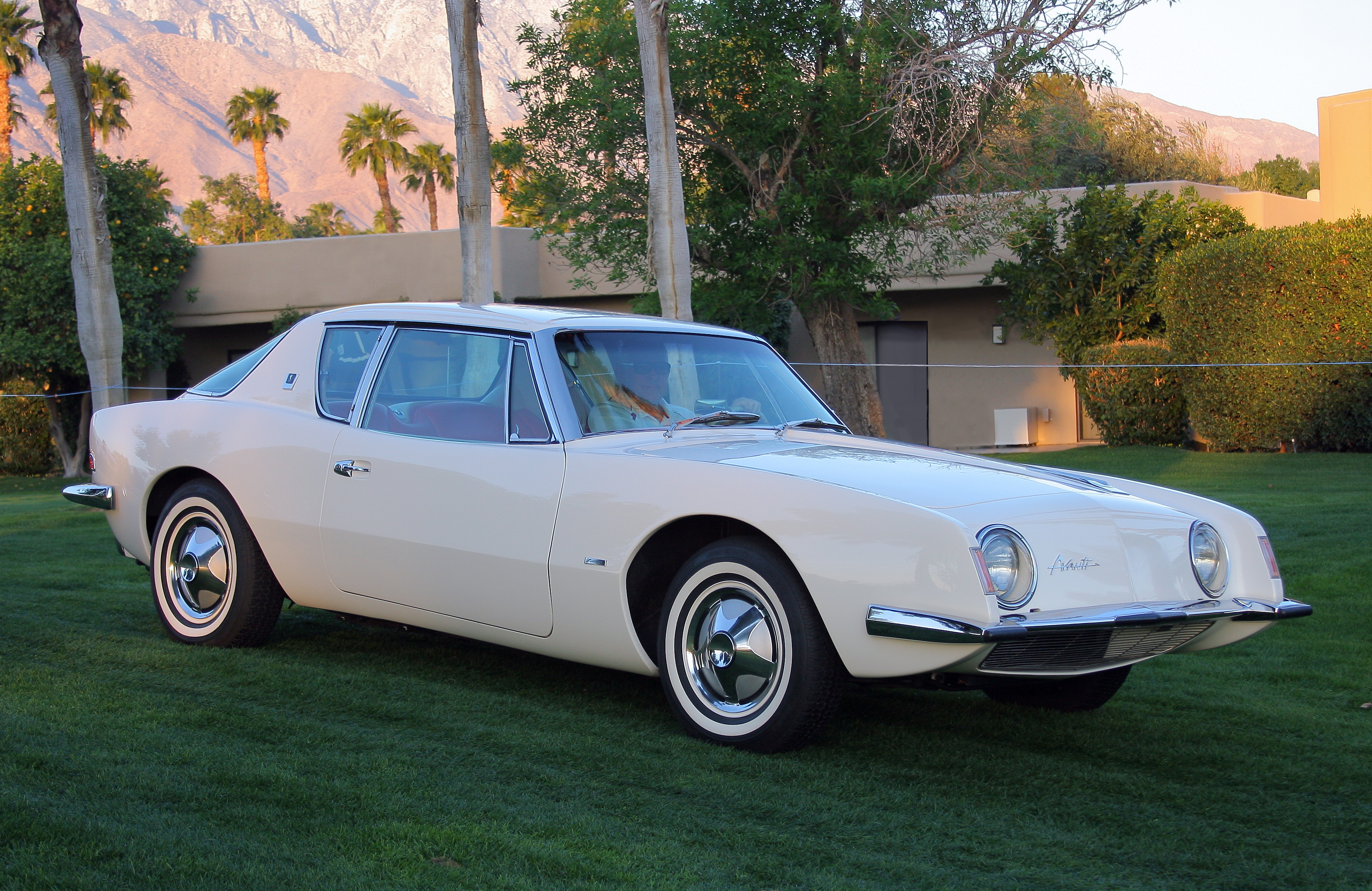
Studebaker Avanti de 1963.

Pour le Chemin de fer de Pennsylvanie, qui constitue son client le plus prestigieux et qu'il gardera pendant vingt ans, il dessine les locomotives K4s, S1, T1 et la GG1 qui utilisent le système de la tôle en jupe monocoque préfabriquée et soudée en atelier avant d'être simplement posée sur la machinerie. Sa collaboration avec Studebaker, débutée en 1936, donne naissance en 1947 à la Studebaker Champion, en 1953 à la Studebaker Commander et à la Studebaker Avanti en 1961. Son agence s'agrandit et devient, en 1944, Raymond Loewy Associates (avec A. Baker Barnhart, William Snaith, et John Breen), comptant 150 employés et autant de clients actifs,.
Il passe alors pour le pionnier du design industriel et fait la couverture du Time Magazine en 1949, honneur qu'il obtient grâce à sa directrice de communication. Il soigne son image au moyen de clichés où il apparaît toujours élégamment vêtu et prenant la pose, avec sa petite moustache. Il construit son personnage dans de nombreuses apparitions publiques. Il publie plusieurs ouvrages, dont, en 1952, son autobiographie Never Leave Well Enough Alone, littéralement Ne laissez jamais « pas mal » tranquille, « ce qui revient à dire Le mieux n'est jamais l'ennemi du bien », traduit en français sous le titre La Laideur se vend mal, où il pose son principe commercial, résumé dans l'acronyme MAYA (Most Advanced Yet Acceptable : Le plus avancé encore acceptable), qui consiste à proposer des solutions les plus avancées possible selon les concepteurs, mais qui restent acceptables pour le public, compte tenu de ses attentes et habitudes.
En 1931, il épouse Jhona Thomson, qui lui apporte des moyens financiers pour monter son agence, et dont il divorcera en 1945. En 1938, il est naturalisé citoyen américain. En 1948 il épouse Viola Erikson. Ils ont une fille, Laurence.

Logo ambigramme de la marque New Man, moulé sur le bouton en métal d'une chemise.

Pressentant le développement du design industriel en Europe où arrive la société de consommation à l'américaine, il fonde deux succursales, d'abord à Londres au milieu des années trente, puis à Paris en 1952. L'agence londonienne, qui ferme pendant la guerre en 1939 et rouvre en 1947, conçoit des balances pour Avery Hardoll Company, des pompes à essence, des emballages, des automobiles pour le groupe Rootes, ainsi que divers appareils. En France, il adopte la traduction en vigueur « esthétique industrielle », initiée en 1949 par Jacques Viénot, et baptise son agence « Compagnie de l'esthétique industrielle », dont il confie au départ la direction à un proche collaborateur, Harold Barnett. Elle conçoit des logos pour les biscuits LU (1957), pour la marque de prêt-à-porter New Man (1968) dont la particularité est qu'il peut se lire à l'endroit comme à l'envers, pour les enseignes de Coop, L'Oréal, Monoprix. Plus tard, toujours dans l'aéronautique, l'aménagement intérieur du Concorde et de ses plateaux-repas lui est confiée, en 1976, par Air France. En 1963, ses différentes agences comptent 250 collaborateurs.

Logo LU créé en 1957.

Loewy est alors au faîte de sa célébrité et possède une villa à Palm Springs (« Tierra Caliente »), dont il a élaboré les plans et l'aménagement, une résidence à Long Island et une autre au Mexique, des appartements à New York et Paris, ainsi que le manoir de la Cense, à Rochefort-en-Yvelines, où il passe ses étés et dirige à distance ses affaires, continuant de suivre de près les projets par correspondance épistolaire, téléphonique et autres moyens de communication.
Il dessine et fait construire une villa moderniste à Gassin, où il s'installe, sur la route qui mène à Saint-Tropez.
Le président J.F. Kennedy lui commande la décoration de l'Air Force One. La même année, Loewy livre le design de l'intérieur de la station spatiale Skylab  pour la NASA. Il signe les logos BP, de la Baldwin Locomotive Works et le timbre cinq cents John Kennedy, premier timbre d'hommage émis par la poste des États-Unis. Mais ce sont surtout la conception d'articles de consommation (appareils ménagers, ustensiles de cuisine, conditionnements, meubles, vaisselle, argenterie, télévision, radio…) et l'aménagement d'hôtels, de grands magasins, de centres commerciaux et de supermarchés, qui font tourner l'agence américaine. Malgré tout, les transports restent le domaine favori de Loewy.
+ bouteille de Coca-Cola 
+ design couleur de AirForce1 a la demande de Mme J Kennedy 

## Fin de carrière
L'agence est en butte à des difficultés financières dès le début des années 1970. À partir de 1973, elle travaille pour un projet diplomatique entre les États-Unis et l'URSS dans le but d'apaiser les tensions entre les deux pays dans le contexte de la guerre froide. En novembre, Loewy se rend en URSS pour négocier le contrat avec Licensintoge, une agence gouvernementale, et l'Institut de recherche industrielle de l'Union européenne. Il s'agit d'élaborer des modèles de produits de consommation de base tels que moto et automobile pour l'Union soviétique, en principe sous garantie financière américaine. Le contrat est signé en 1975 pour cinq ans, mais la chute de Richard Nixon après l'affaire du Watergate compromet les engagements, qui ne sont pas suivis par le nouveau gouvernement. Le projet est abandonné et se révèle un gouffre financier, qui précipite la ruine des agences Loewy, que son fondateur a tenté de sauver en les fusionnant au sein d'une nouvelle entité, Raymond Loewy International, alors que sévit la crise pétrolière. Raymond Loewy et sa femme vendent leurs actions dans l'entreprise en 1976, et l'année suivante celle-ci est déclarée en faillite.
Loewy prend sa retraite en France. Il vend la Cense, dont il disperse l'ensemble des biens aux enchères, et part s'installer définitivement à Monte-Carlo, où il meurt le 14 juillet 1986, à 92 ans. Il est enterré au cimetière de Rochefort-en-Yvelines.

## Honneurs
Raymond Loewy a reçu la Légion d'honneur[Quand ?].

## Postérité
Sa seconde femme Viola et sa fille Laurence ont souhaité perpétuer son œuvre et son héritage.
En 1992, Viola Loewy et le British American Tobacco ont créé la Fondation Raymond Loewy à Hambourg dans le but de récompenser les initiatives dans le monde du design industriel à l'international, ainsi que de préserver le souvenir de Raymond Loewy. Un prix annuel de 50 000 € est délivré aux designers les plus méritants, et en reconnaissance de leurs parcours. Philippe Starck et Dieter Rams l'ont remporté respectivement en 2004 et 2007.
En 1988, Laurence Loewy a créé Loewy Design à Atlanta pour gérer les actifs de son père aux États-Unis.
Laurence est morte le 15 octobre 2008 et son mari David Hagerman et son fils Jacque ont repris la gestion de Loewy Design, ainsi que Loewy Estate. Le Loewy Estate a pour but d'ouvrir le musée du design industriel Raymond-Loewy, projet initialement pensé par Laurence Loewy.
La Compagnie d'esthétique industrielle, fondée à Paris par Harold Barnett, l’un des associés de Loewy, a servi de véritable tremplin au développement du design en France. On compte parmi ses anciens collaborateurs Michel Buffet, Pierre Gautier-Delaye, Ever Endt, Patrick Veyssière (cofondateur de l'agence Dragon rouge) ou encore Clément Rousseau (fondateur de l'agence Plan créatif).

## Critiques
Il est parfois critiqué[Par qui ?] pour avoir assumé seul le crédit de designs dont il n'était que partiellement responsable ou de projets dans lesquels il n'eut que peu d'implication. Quelquefois, il s'est contenté d'ajouter une touche finale à un projet existant. Par exemple, Loewy est crédité du styling de la locomotive électrique GG1 de la société Chemin de fer de Pennsylvanie, mais en réalité la forme avait déjà été conçue par le PRR et ses fournisseurs. Loewy a proposé que la carrosserie soit soudée et arrondie plutôt que rivetée, et ce sont les cinq bandes décoratives qu'il ajouta qui transformèrent alors un bon projet en un classique.
C'est le dessinateur-illustrateur René Brantonne qui travaillait chez Loewy, qui a créé le célèbre logo ovale Esso.
Si Raymond Loewy a dessiné la face avant des Studebaker de 1950-1951, la ligne des Studebaker millésimes 1947-1953 a été dessinée par Virgil Exner. Exner faisait partie du studio Loewy, et son projet pour le studio a été retenu par Roy Cole, patron de la firme. À la suite d'un désaccord entre Loewy, Exner et Cole sur les projets du nouveau modèle, Exner a été licencié par Loewy et directement engagé par Cole afin de finaliser les nouvelles voitures. Le style des modèles suivants produits à partir du millésime 1953 est l'œuvre de Robert Bourke, délégué par le studio Loewy chez Studebaker.
Quelquefois les allures aérodynamiques voulues par Loewy pour ses objets ont nui à leur fonctionnalité. C'est ce qui est arrivé pour le métro de New York avec les portes de bout de rame permettant de passer d'une rame à l'autre et inclinées à 15°, ce qui posait un problème de sécurité.